# مشير (الجيش الأردني)
المشير في الأردن هي رتبة عسكرية تمثل أعلى درجات التميز العسكري في القوات المسلحة الأردنية. تُمنح من قبل الملك وتُخصص عادة لأعلى مستويات القيادة العسكرية ولأفراد العائلة المالكة (الهاشميين) الذين أظهروا خدمة وقيادة متميزة في الدفاع عن المملكة.
عادة ما يكون المشيرون في الأردن مسؤولين عن الإشراف على العمليات العسكرية الكبرى، وتقديم التوجيه الاستراتيجي، وتقديم المشورة للملك في المسائل العسكرية. تشمل مهامهم قيادة الوحدات والتشكيلات العسكرية على مستوى الجيش، وتطوير وتنفيذ استراتيجيات الدفاع، والتنسيق مع الفروع الأخرى للقوات المسلحة والمنظمات العسكرية الحليفة، بالإضافة إلى تمثيل الأردن في المنتديات والتحالفات العسكرية الدولية.
تعد رتبة المشير في الأردن أعلى رتبة عسكرية في الجيش، وتعادل رتبة الجنرال ذي الخمس نجوم في الجيش الأمريكي.

## السياق التاريخي
رتبة المشير هي لقب عسكري مرموق يعود أصله إلى التقاليد العسكرية الأوروبية، وخاصة في الجيش البريطاني. تاريخيًا، تشير هذه الرتبة إلى ضابط عسكري رفيع المستوى يتولى قيادة تشكيلات عسكرية على مستوى الجيش، ويحمل مسؤوليات استراتيجية وتشغيلية كبيرة. تُعد رتبة المشير في الأردن فريدة من نوعها ضمن التسلسل الهرمي العسكري الأردني. ويُمثل لقب المشير، المستخدم في الأردن على نحو مشابه لاستخدامه التاريخي في الإمبراطورية العثمانية تمييزًا عسكريًا رفيعًا ويُعد أعلى رتبة يمكن تحقيقها في بعض القوات المسلحة.
يعود أصل كلمة "المشير" إلى العصور الوسطى، تحديدًا من المصطلح الألماني القديم الذي يعني "حارس حصان الملك" (من Marh-scalc). كان الحصول على هذه الرتبة في دول مثل روسيا وألمانيا يتطلب تحقيق انتصار عسكري، بينما في إسبانيا والمكسيك كانت تُمنح بمرسوم شعبي. أما في فرنسا، البرتغال، والبرازيل، فقد كانت تُمنح بناءً على قيادة لواء عسكري. غالبًا ما تكون رتبة المشير رمزية، وتؤكد على القيادة العليا للملك على القوات المسلحة.

## الشارات واللباس الرسمي

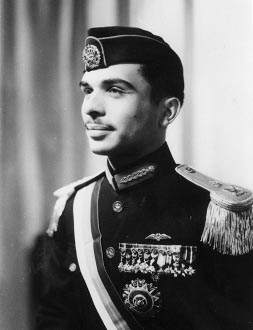
الملك حسين بالزي العسكري، 1953.

تتضمن شارة المشير في الأردن الرتبة نفسها، وتتكون من سيفين متقاطعين يرمزان إلى القيادة العليا والسلطة، محاطين بإكليل من الغار ومُكلّلين بالتاج الهاشمي. يتميز الزي المرتبط بهذه الرتبة بتزيينات فاخرة مثل الضفائر الذهبية، والكتافيات، والسيوف الاحتفالية، مما يبرز المكانة الرفيعة التي يتمتع بها الأفراد الحاصلون على هذه الرتبة.

## حاملو رتبة المشير

### الملك حسين
كان الملك حسين والد الملك عبد الله الثاني، يحمل أيضًا رتبة المشير. وشهد عهده اشتباكات عسكرية وإصلاحات هامة، وأنشأ قوة عسكرية قوية ومحترفة في الأردن.

### الملك عبد الله الثاني
يعد الملك عبد الله الثاني ملك الأردن أحد أبرز حاملي رتبة المشير في الأردن. بفضل خلفيته العسكرية وتدريبه في مؤسسات مرموقة مثل الأكاديمية العسكرية الملكية ساندهيرست، لعب الملك عبد الله الثاني دوراً حاسماً في تحديث القوات المسلحة الأردنية وتعزيز قدراتها العملياتية.

### آخرون
| لا. | لَوحَة | اسم               | الولادة والوفاة | التعيين        | ملاحظات                                 | المرجع |
| --- | ---- | ----------------- | --------------- | -------------- | --------------------------------------- | ------ |
| 1   |      | حابس المجالي      | (1914–2001)     | 15 سبتمبر 1970 | رئيس هيئة الأركان المشتركة (1958-1975)  | [ 4 ]  |
| 2   |      | زيد بن شاكر       | (1934–2002)     | يونيو 1987     | رئيس هيئة الأركان المشتركة (1976-1988)  |        |
| 3   |      | فتحي أبو طالب     | (1933–2016)     |                | رئيس هيئة الأركان المشتركة (1988-1993)  |        |
| 4   |      | عبد الحافظ كعابنة | (1937–2016)     |                | رئيس هيئة الأركان المشتركة (1993-1999)  |        |
| 5   |      | سعد خير           | (1956–2009)     | 5 مايو 2005    | مدير دائرة المخابرات العامة (2000-2005) | [ 5 ]  |

## روابط خارجية
- الموسوعة التاريخية للقوات المسلحة الأردنية – الجيش العربي.